# Небојша Војводић
Небојша Војводић (Суботица, 18. јун 1986) је српски фолк певач који се прослaвио учешћем у такмичењу Звезде Гранда. Учествовао је у четвртој сезони и добио песму на заједничком албуму након финала. Са супругом Марином има троје деце. Био је гост певачици Милици Павловић на њеном првом солистичком концерту Краљица југа.

## Дискографија

### Синглови[4]
- Нико не мора да слуша (2009)
- Без тебе је горко вино (2009)
- Бем ти живот (2010) Гранд фестивал
- Радо, лепа Радо (2010) са Јоцом Стефановићем и Дарком Лазићем
- Учини бар један погрешан корак (2010)
- Настави (2011)
- Руку на срце (2012)
- Варао сам (2012)
- Плаћам све (2013)
- Земља моја (2014) Гранд фестивал 2014.
- Очи анђела (2015)
- Овај кревет мој (2019)